# Vladyslav Soltasiuk
Vladyslav Soltasiuk, né le 23 septembre 1997 à Kiev, est un coureur cycliste ukrainien.

## Palmarès et résultats

### Palmarès par année
- 2017
  -  Champion d'Ukraine sur route espoirs
  - 3e du championnat d'Ukraine du contre-la-montre espoirs
- 2019
  -  Champion d'Ukraine sur route espoirs
  -  Champion d'Ukraine du contre-la-montre espoirs

### Classements mondiaux
| Année           | 2016   | 2017   | 2018 |
| --------------- | ------ | ------ | ---- |
| UCI Europe Tour | 1 469e | 1 866e | 890e |